# كريم روبن
كريم روبن (بالفرنسية: Karim Robin)‏ (28 أبريل 1984 سانت فالير فرنسا - ) هو لاعب كرة قدم فرنسي، يلعب كلاعب وسط.